# Unicorn University
Unicorn University, раніше відомий як Unicorn College, є професійно орієнтованим приватним університетом, розташованим у Празі. Він був заснований у 2007 році компанією Unicorn a.s. У 2009 році заклад було передано у власність Unicorn Learning Centre a.s., в якому Unicorn a.s. є єдиним власником.

## Навчання

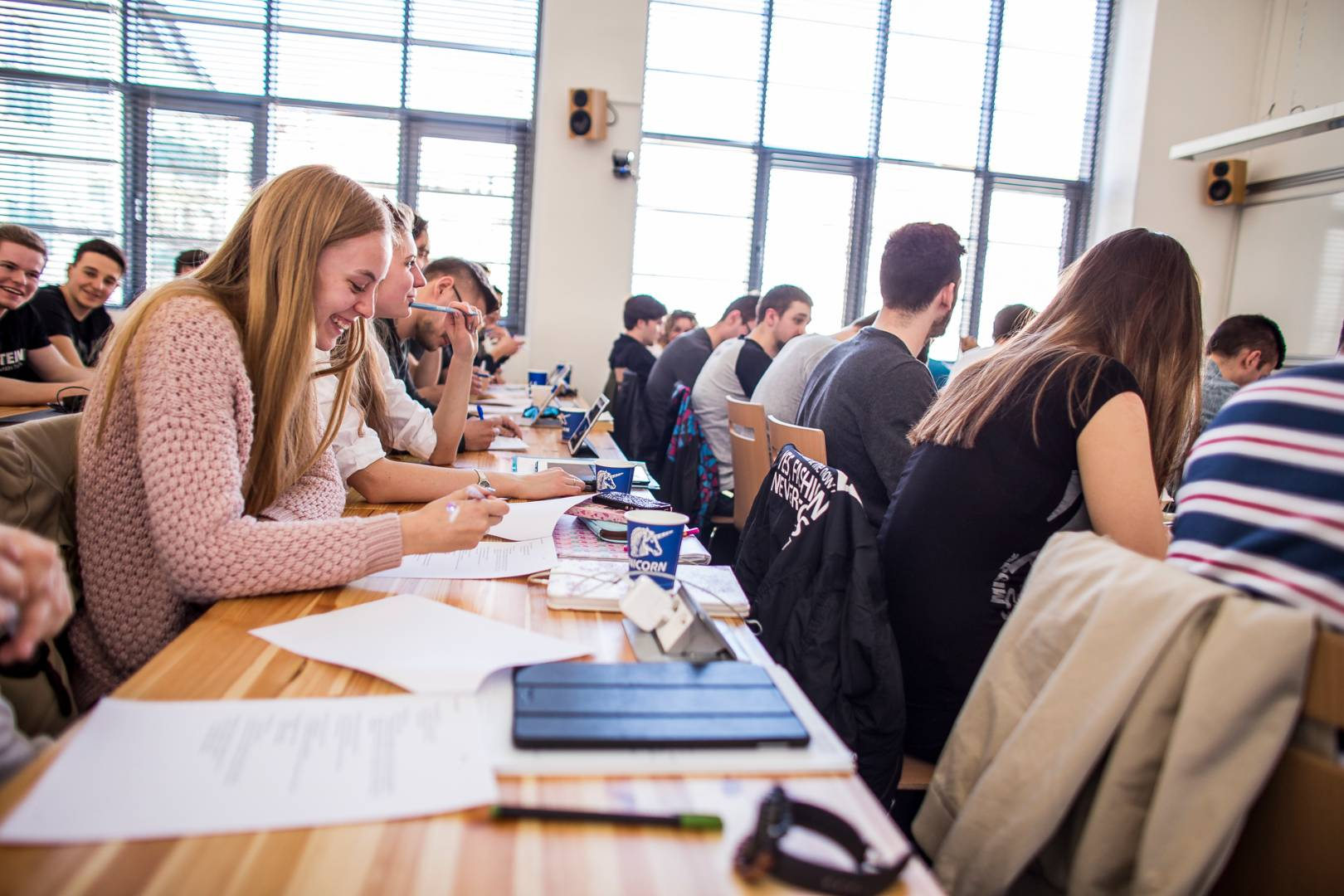
Студенти в аудиторії

Університет пропонує навчальні програми на денній та комбінованій формі на рівні бакалаврату та магістратури, акредитовані Міністерством освіти і науки, молоді та спорту. Всі бакалаврські навчальні програми доступні також англійською мовою.
Університет також реалізує програму подвійних дипломів у співпраці з Університетом прикладних наук Вюрцбург-Швайнфурт (FHWS). Програма дозволяє студентам провести два семестри (2-й рік навчання) в університеті в Баварії. Після успішного завершення навчання студенти отримують ступінь бакалавра з бізнес-менеджменту (Unicorn University) та міжнародного менеджменту (FHWS).
Unicorn University - перший університет у Чехії, який запропонував повністю онлайн форму навчання.

### Бакалаврські навчальні програми[7]
- Розробка програмного забезпечення - онлайн, денна, комбінована форма навчання

- Бізнес-менеджмент - онлайн, денна, комбінована форма навчання

- Бізнес-менеджмент (подвійний диплом) - денна, комбінована форма навчання

### Подальші магістерські навчальні програми[7]
- Інженерія програмного забезпечення та великі дані - денна форма навчання

- Прикладна економіка та аналіз даних - денна форма навчання

Заняття проходять у трьох кампусах - у Parukářka, Holešovice та Vysočany. Студенти можуть використовувати онлайн-додатки для кожного курсу, розроблені внутрішньо для досягнення більшої інтерактивності, доступності та загальної привабливості навчання.

## Фокус дослідження

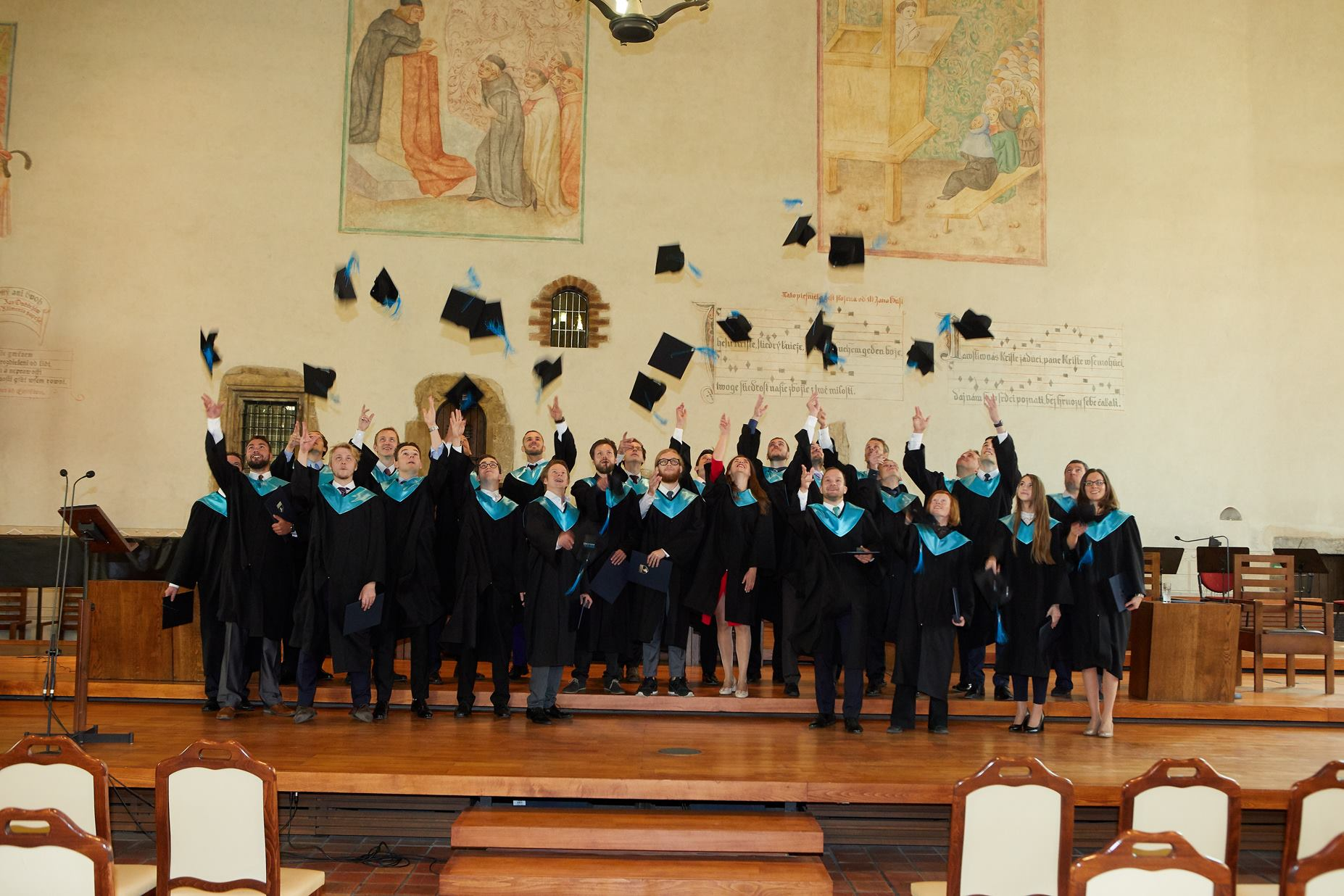
Церемонія вручення дипломів

Навчання в Unicorn University зосереджене на ІТ, економіці, управлінні бізнесом та аналізі даних. Unicorn University є єдиним приватним університетом у Чехії з технічною спеціалізацією. Наразі в університеті навчаються студенти з 16 країн світу, а іноземні студенти складають приблизно чверть від загальної кількості студентів.
Деякі випускники знаходять роботу в групі компаній Unicorn a.s. У 2019 році структура випускників, що спеціалізуються на ІТ, та випускників, що спеціалізуються на економіці, була збалансованою. У тому ж році Міністерство праці та соціальних справ не зареєструвало жодного випускника Unicorn University як безробітного.
Викладання відбувається в сучасних аудиторіях за адресою KCD4, Prague 9, Vysočany.

## Наука та дослідження
Unicorn University вже давно займається прикладними дослідженнями. Навчальний заклад співпрацює з багатьма корпораціями. Найважливішим проєктом є створення дослідницької інфраструктури для експериментів CERN. У Чехії проєкт реалізується у співпраці з Чеським технічним університетом у Празі, Карловим університетом та Чеською академією наук. Дослідницька програма являє собою довгостроковий проєкт наукової співпраці, який планується завершити у 2025 році. Unicorn University є єдиним контрактним розробником і постачальником бази даних продуктів ATLAS. У проєкті беруть участь як академічні співробітники, так і студенти, причому студенти мають можливість виконувати свої кваліфікаційні роботи в рамках проєкту.
Наукові праці викладачів Unicorn University були опубліковані, наприклад, в International Small Business Journal-Researching Entrepreneurship, Marketing Science або Journal of Atmospheric and Solar-Terrestrial Physics. Монографії були опубліковані, наприклад, у видавництві Springer Nature.
Unicorn Research Centre був створений у 2017 році в Unicorn University, щоб зосередитися на дослідженнях.
У школі є бібліотека, яка містить матеріали, доступні для всієї групи Unicorn a.s., і має віддалений доступ до дослідницьких баз даних.

## Unicorn University Open

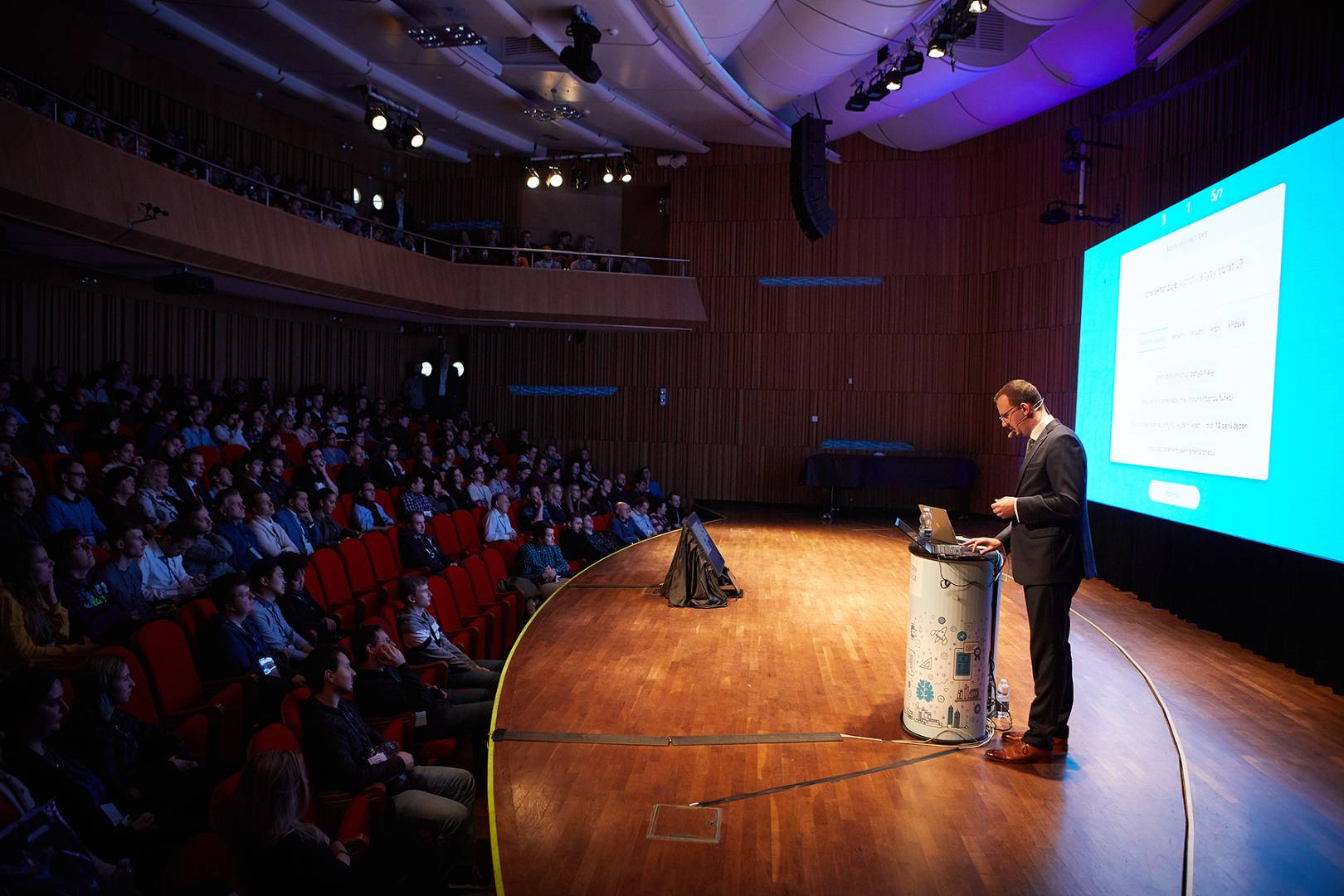
Unicorn University Open 2019

Unicorn University Open - це регулярна одноденна конференція Unicorn University, присвячена актуальним темам у сфері ІТ, аналізу даних та бізнесу. На конференції запрошуються студенти та зацікавлені особи з широкої громадськості.
У минулому Unicorn University Open проводився, наприклад, на такі теми: "Штучний інтелект змінює правила гри", "Дорога енергія - загроза та можливість", "Освіта майбутнього", "Інвестиції в цифрову епоху" та інші.

## Співпраця

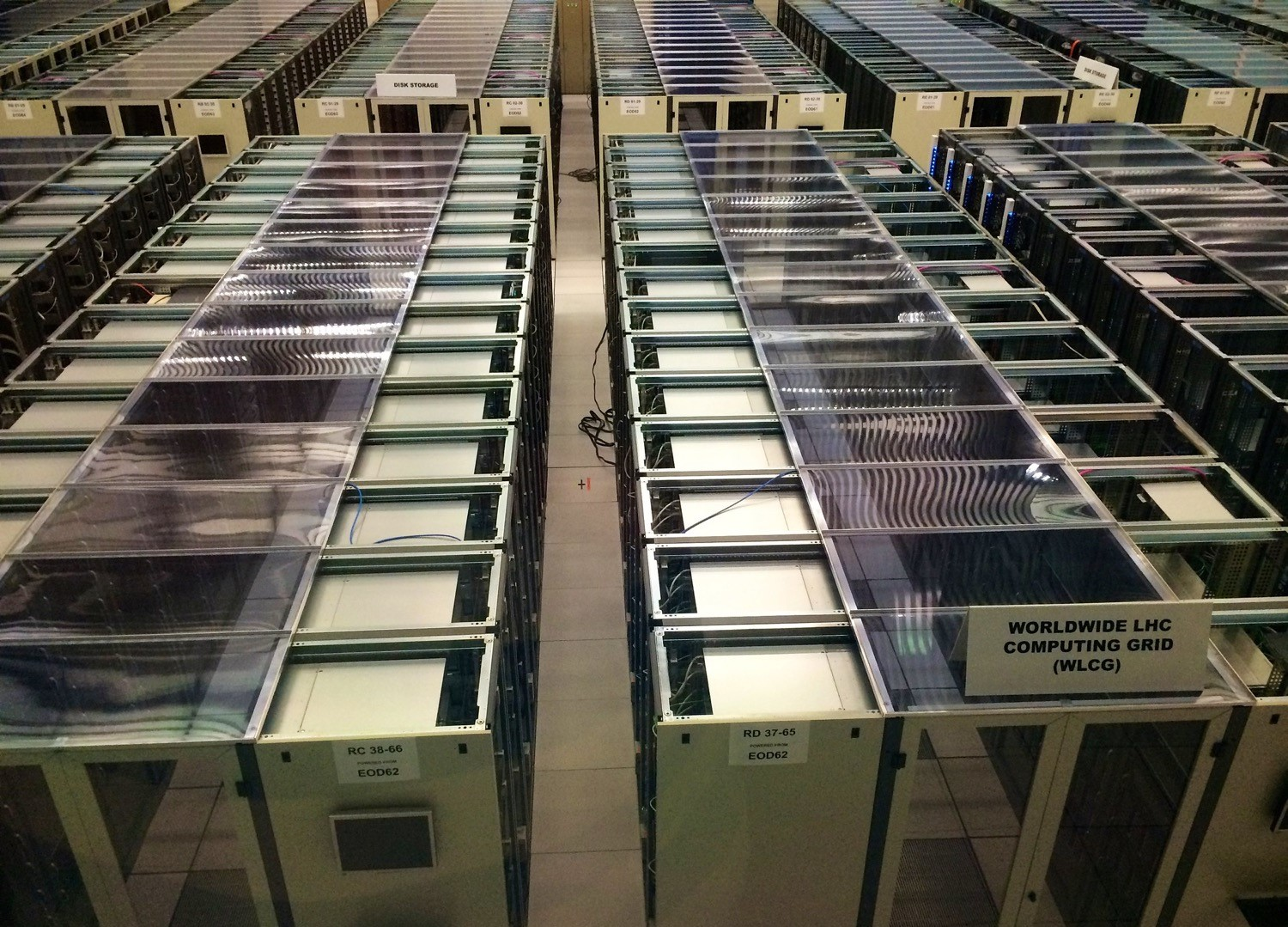
Unicorn University співпрацює з CERN.

Unicorn University співпрацює з низкою університетів за кордоном. Договірна співпраця налагоджена з університетами з 13 країн світу, серед яких, наприклад, Манчестерський університет Метрополітен (Великобританія), Гаазький університет прикладних наук (Нідерланди), Міжнародна бізнес-школа ESCE  (Франція) та Орхуська бізнес-школа (Данія), де студенти можуть провести частину свого навчання.
В рамках науково-дослідницької діяльності в рамках проєкту ITk Production Database експерименту ATLAS для CERN здійснюється співпраця, наприклад, з Оксфордським університетом, Кембриджським університетом, Резерфордською Епплтонською лабораторією, Національною лабораторією ім. Лоуренса Берклі, Університетом Глазго, Женевським університетом.
Школа встановила співпрацю з компаніями у сфері банківської справи, страхування, консалтингу та інформаційних технологій.